# Насильственные действия сексуального характера в уголовном праве России
Насильственные действия сексуального характера в уголовном праве России — деяние, являющееся преступным согласно статье 132 Уголовного кодекса РФ. К числу насильственных действий сексуального характера (отличных от насильственного полового акта, который составляет сущность изнасилования) российское уголовное право относит мужеложество, лесбиянство и иные действия сексуального характера (круг которых не определён законом) с применением насилия или с угрозой его применения к потерпевшему лицу, а также к другим лицам либо с использованием беспомощного состояния потерпевшего лица.

## История
До принятия УК РФ 1996 года в законодательстве России отсутствовала статья, предусматривавшая ответственность за насильственные действия сексуального характера. Однако ввиду того, что фактически деяния, входящие в данное понятие, совершались и ранее, законодательство предусматривало, а судебная практика использовала другие нормы для привлечения к ответственности виновных лиц.
Так, постановлением ЦИК СССР от 7 марта 1934 года, а позже ст. 121 УК РСФСР 1960 года устанавливалась ответственность за мужеложство, как насильственное, так и ненасильственное.
Как изнасилование рассматривалось совершение полового сношения «в извращённых формах» (в частности, оральной и анальной) мужчиной в отношении женщины. Такую же квалификацию, хотя и не всегда, получали насильственные издевательства над половыми органами женщины (введение во влагалище различных предметов, кисти руки и т. п.).
Иные действия сексуального характера, совершаемые в отношении лиц мужского пола женщинами, насильственные гомосексуальные контакты между мужчинами, а также насильственное лесбиянство не получало самостоятельной оценки со стороны закона: в подобных случаях виновное лицо можно было привлечь лишь за истязание, причинение телесных повреждений, либо угрозу убийством или причинением тяжких телесных повреждений. Иногда подобные действия квалифицировались как хулиганство, что современными учёными расценивается как применение закона по аналогии. А. А. Пионтковский предлагал квалифицировать подобные действия как оскорбление.
Введение в УК РФ ст. 132 позволило ликвидировать несправедливость в оценке сексуальных посягательств на лиц разного пола, особенно со стороны субъектов того же пола. При этом законодатель считает нужным унифицировать наказания и квалифицирующие признаки ст. 131 и 132 УК РФ: в ходе всех реформ уголовного законодательства после 1996 года они оставались тождественными. Ввиду этого история изменений редакции ст. 132 УК РФ 1996 года, предусматривающей ответственность за насильственные действия сексуального характера, совпадает с историей изменений статьи 131 УК РФ, предусматривающей ответственность за изнасилование.

## Состав преступления

### Объект преступления
Объект насильственных действий сексуального характера совпадает с объектом изнасилования. Основным непосредственным объектом насильственных действий сексуального характера является половая свобода (право по своему выбору вступать в половые отношения с определённым партнёром) или половая неприкосновенность лица. Половая неприкосновенность рассматривается как объект насильственных действий сексуального характера лишь применительно к потерпевшим, не достигшим 16-летнего возраста, либо не способным дать согласие на половое сношение вследствие слабоумия или иного расстройства психики.
В литературе предлагалось считать основным объектом данного преступления честь и достоинство потерпевшего. По мнению П. П. Осипова, сексуальные действия «в извращённой форме» как противоречащие «биологическим законам и социальным нормам» не должны охватываться понятием половой свободы, соответственно, насильственное совершение подобных действий посягает не на половую свободу, а на честь и достоинство. Данная точка зрения поддержки не получила: в настоящее время понятием половой свободы охватываются любые действия, направленные на удовлетворение сексуальной потребности, не нарушающие прав третьих лиц; честь и достоинство могут рассматриваться как факультативный объект данного преступления).
В качестве дополнительного факультативного объекта могут рассматриваться телесная неприкосновенность, честь и достоинство, здоровье и жизнь потерпевшего. Кроме того, совершение описанных в ст. 132 УК РФ действий в отношении несовершеннолетнего или малолетнего потерпевшего (п. «а» ч. 3 ст. 132, п. «б» ч. 4 ст. 132) посягает также на интересы нормального психического и физического развития несовершеннолетних.
Потерпевшими могут быть лица обоих полов. Прочие социально-правовые характеристики потерпевшего и объекта преступления совпадают с таковыми для изнасилования.

### Объективная сторона преступления
Объективная сторона насильственных действий сексуального характера включает в себя:
- деяние — насильственные действия сексуального характера, не образующие полового сношения, то есть не сопровождающиеся введением мужского полового члена в женское влагалище (насильственные мужеложство, лесбиянство, насильственные орально-генитальный, анально-генитальный контакты, иные варианты насильственных сексуальных действий), а также насильственное половое сношение, если активным партнёром, применяющим насилие, выступает женщина;
- альтернативные способы совершения деяния: применение насилия или угроза его применения к потерпевшей или к другим лицам, либо использование беспомощного состояния потерпевшей.

Законодатель и судебная практика отказались от характеристики подобных проявлений сексуальности как извращённых. Установление уголовной ответственности за совершение таких действий связано не с негативной оценкой каких-либо сексуальных практик, а исключительно с их насильственным характером.
Правовое определение понятия «мужеложство» давалось в ППВС № 11. В ППВС № 16 данный вопрос не рассматривается. В литературе мужеложство рассматривается более узко и подразумевает совершение анального полового акта, включающего введение полового члена активного партнёра в анальное отверстие пассивного; прочие формы сексуальных контактов между мужчинами обычно включаются в состав категории «иные действия сексуального характера». В то же время, некоторые учёные предлагают включать акт орального секса в понятие «мужеложство».
ППВС № 11 определяло лесбиянство как сексуальные контакты между женщинами (в ППВС № 16 данный вопрос также обойдён вниманием). Некоторые учёные оспаривают включение лесбиянства в состав насильственных действий сексуального характера, указывая на то, что сексуальные ласки между женщинами могут носить только взаимный характер, однако другими авторами отмечается, что насильственное лесбиянство возможно, например, в форме трибадии (трения половыми органами о различные части тела партнёрши). Указывается и на иные формы лесбиянства, такие как орально-генитальные контакты, петтинг, мастурбация и имитация полового акта (в том числе с использованием различных приспособлений, таких как фаллоимитаторы). По мнению С. Д. Цэнгэл, понятие «лесбиянство» в УК РФ включает в себя лишь такие формы сексуальных контактов между женщинами, которые сопровождаются стимуляцией полового органа хотя бы одной из партнёрш.
В понятие «иные действия сексуального характера» Верховный суд РФ в ППВС № 11 включал удовлетворение половой потребности другими способами, включая понуждение женщиной мужчины к совершению полового акта путём применения насилия или угрозы его применения. В литературе иные действия сексуального характера делятся на несколько видов:
- совершаемые в форме полового акта: оральный секс, анальный секс, половое сношение, междубёдренный коитус, вестибулярный коитус (возвратно-поступательное движение полового члена в области половых губ), нарвасадата (стимуляция полового члена молочными железами женщины) и т. д.;
- не содержащие признаков полового акта, однако включающие сексуальное воздействие на потерпевшего: например, введение во влагалище или анальное отверстие пальцев или кистей рук или различных предметов (палки, бутылки), мастурбация, фроттаж (трение половыми органами о тело потерпевшего) и т. п.

Некоторые авторы относят к насильственным действиям сексуального характера садистские действия, при которых половое удовлетворение виновного достигается путём истязания потерпевшего: нанесение побоев, причинение ран и порезов колюще-режущими предметами, флагелляция, прижигание сигаретами, укусы; для отграничения подобных действий от истязания (ст. 117 УК РФ) предлагается привлекать в качестве эксперта врача-сексопатолога. Критики данной позиции отмечают, что при совершении подобных действий, несмотря на получение виновным сексуального удовлетворения, всё же не страдает половая свобода или половая неприкосновенность потерпевшего, для которого данные действия не носят сексуального характера, ввиду чего подобные действия, как и любые аналогичные поступки (например, насильственное хищение нижнего белья фетишистом) не должны квалифицироваться по ст. 132 УК РФ.
Другие авторы указывают, что насильственные действия сексуального характера обязательно должны носить характер сексуального проникновения или воздействия на половые органы, поскольку «в противном случае безграничное понимание „иных сексуальных действий“ приведёт к неоправданному расширению рамок уголовной ответственности и возможному применению закона по аналогии».
Некрофильные действия, совершаемые с трупом, не образуют состава насильственных действий сексуального характера и могут рассматриваться как надругательство над телами умерших (ст. 244 УК РФ). Не образуют данного состава и эксгибиционистские действия, прямо не затрагивающие неприкосновенность потерпевшего.
Характеристика насилия, угрозы насилием и использования беспомощного состояния как способов совершения данного преступления, а также особенностей добровольного отказа совпадает с аналогичными характеристиками изнасилования.
Окончено деяние в момент начала совершения любого из действий сексуального характера, входящих в объективную сторону данного состава преступления.

### Субъект преступления
Субъектом преступления может быть лицо мужского или женского пола, достигшее 14 лет.
Субъектом насильственных действий сексуального характера также признаётся лицо, подговорившее (или склонившее иным образом) совершить соответствующие насильственные действия лиц, не подлежащих уголовной ответственности (например, малолетних или невменяемых). Соучастие в таком случае не возникает, имеет место посредственное причинение вреда.

### Субъективная сторона преступления
Субъективная сторона преступления характеризуется прямым умыслом. Виновный осознаёт, что совершает сексуальные действия с применением физического насилия или угроз его применения, либо использует беспомощное состояние жертвы.
Мотив и цель не являются обязательными признаками состава насильственных действий сексуального характера. Для некоторых форм насильственных действий сексуального характера (в том числе, например, мужеложства) характерны несексуальные мотивы, такие как стремление унизить потерпевшего, а также хулиганские побуждения.
В целом содержание субъективной стороны данного деяния такое же, как и при изнасиловании.

## Квалифицирующие признаки
Квалифицирующие признаки данного деяния совпадают по своему содержанию с квалифицирующими признаками изнасилования.

## Квалификация и отграничение от других составов преступлений
Основные особенности квалификации данного деяния и отграничения его от других преступлений были раскрыты при характеристике состава изнасилования.